# مركز الحسين الثقافي

مركز الحسين الثقافي في راس العين، عمّان.

مركز الحسين الثقافي أحد أهم الصروح الثقافية التابعة لأمانة عمان الكبرى، والمركز يقع على بعد خطوات قليلة من مبنى أمانة عمان الكبرى.
افتتح المركز سنة 2001م، ويضم العديد من القاعات المتعددة الأغراض، إضافةً إلى مكتبة أمانة العاصمة المركزية، حيث ستضم المكتبة كل ما نشر عن عمّان سواء أكان ذلك بطريقة النص المكتوب أو الصور الفوتوغرافية أو الأشرطة السينمائية. وتتكون المكتبة من خمسة طوابق، ويوجد 28 مركزاً تابعاً للمكتبة موزعين على أحياء مدينة عمّان المختلفة.
ويجاور مركز الحسين الثقافي- في تكوين معماري متداخل- المسرح البلدي، وقد افتتح بتاريخ 30 كانون الثاني، 2001م. وقد شهد المسرح حفل الافتتاح الرسمي بتدشين عمّان عاصمة للثقافة العربية للعام 2001م.